# Tchaïkovski (film)
Pour les articles homonymes, voir Tchaïkovski (homonymie).
Pour plus de détails, voir Fiche technique et Distribution.
Tchaïkovski (Чайковский) est un film soviétique réalisé par Igor Talankine, sorti en 1969.

## Synopsis
Ce film met en scène de nombreux moments de la vie de Piotr Ilitch Tchaïkovski qui illustrent au mieux la tonalité de son existence de compositeur. Il accorde une grande importance à la souffrance qu'engendra la mort de sa mère alors qu'il était tout jeune ; la séquence qui l'illustre au début du film est reprise à la fin.
Sont évoqués son amitié mais aussi ses déboires avec Nikolaï Rubinstein qui, tout en restant un ami secourable à l'occasion, refuse d'interpréter son premier concerto pour piano et devient plus tard l'un de ses meilleurs supporters et interprètes lorsque Tchaïkovski obtient un succès international après avoir retouché la partition.
Ami secourable lorsque le compositeur, ne se sentant pas reconnu, faisant face à de grandes difficultés matérielles, tente de se suicider, mais est sauvé de la noyade par son serviteur puis ramené chez le célèbre pianiste qui l'accueille le temps de se remettre de cette épreuve.
Le serviteur de Piotr Ilitch, Aliocha, l'accompagne partout. Sa fidélité et son abnégation sont remarquables ; il s'efface lorsque c'est opportun, est là dans les moments difficiles, lui fait connaître à sa manière Eugène Onéguine, écoute les confidences de son maître, donne son avis si on le lui demande,...
Une grande place est donnée aussi à ses relations avec la baronne von Meck qui lui reste fidèle très longtemps, l'aide beaucoup financièrement, le défend et l'héberge pendant sa dépression. Cependant elle n'a avec lui que de longs et fréquents échanges épistolaires par l'intermédiaire de Vladislav Albertovitch Pakhoulski (ru), un violoniste employé à différentes tâches dans son vaste et riche domaine et qui joue un rôle ambigu entre les deux personnages et la fille de la baronne, Julia.
On assiste à son mariage malheureux puis à son divorce avec Antonina Milioukova, une admiratrice dont les réactions primaires suscitent sa consternation et amusent dans les milieux aristocratiques qu'il fréquente. Son interpellation par la police alors qu'il essaie de découvrir son admiratrice et son passage au poste nous valent une scène cocasse.
On le suit à Paris où il rencontre Ivan Tourgueniev et le critique Herman Laroche qui ne l'apprécie guère, à l'Université de Cambridge lorsqu'il reçoit en grande pompe la distinction de docteur honoris causa en 1893.
Le film évoque la création de La Dame de pique puis sa représentation où il obtient un triomphe en décembre 1890. Ceci ne le console pas de la rupture de la baronne von Meck et il se trouve dans de grandes difficultés financières.
Beaucoup d'autres scènes significatives comme celles citées ci-dessus sont souvent tournées sur les lieux mêmes où elles se sont déroulées du vivant de Tchaïkovski, soulignées bien sûr par la musique du compositeur adaptée aux images par Dimitri Tiomkin.

## Fiche technique
- Titre original : Чайковский
- Titre français : Tchaïkovski
- Réalisateur : Igor Talankine avec L. Sadikova et Mikhaïl Toumanichvili
- Assistants des réalisateurs : O. Alexeïeva, V. Drobychev, N. Sikamova, Mikhaïl Iossifovitch Toumanichvili (ru), L. Sadikova
- Scénario : Boudimir Metalnikov, Iouri Naguibine et Igor Talankine
- Musique : arrangements et direction, Dimitri Tiomkin
- Direction artistique : Aleksandr Borissov (ru)
- Décors : Alexandre Borissov et Iouri Kladienko (ru)
- Costumes : Lioudmila Koussakova (ru), G. Kouznetsova
- Maquillage : N. Tikhomirova
- Photographie : Viktor Mourachko, Margarita  Pilikhina (ru), Boris Soutotski
- Son : Veniamine Izraïlevitch Kirchenbaoum, Iouri Rabinovitch (ru) et Vitali Chmelkine
- Montage : Leonid Nekhorochev (ru) et Zoia Veriovkina
- Effets spéciaux : Iouri Kladienko et Victor Rylach
- Chorégraphie : Azari Plissetski (ru) et Lilia Talankina
- Production : Dimitri Tiomkin
- Directeur de production : Victor Tsiroul
- Société de production : Mosfilm
- Pays de production :  Union soviétique
- Langue originale : russe
- Format : Couleurs (Sovcolor) - 70 mm (négatif) ; 35 et 70 mm (impression) - 2,20:1 (Sovscope 70) - 70 mm 6-Track (70 mm prints)|Mono (35mm prints)|70 mm 6-Track
- Genre : Biographie
- Durée : 157 minutes
- Dates de sortie :
  - Espagne : 14 juillet 1970 au Festival international du film de Saint-Sébastien 1970 (es)
  - URSS : 31 aout 1970[1]

## Distribution
La liste est fournie par Kino-teatr
- Innokenti Smoktounovski : Piotr Ilitch Tchaïkovski, diminutif Petia
- Nikolaï Afanassiev (ru) : un invité à une réception
- Nina Agapova (ru) : une invitée à une réception
- Vera Bourlakova (ru) : une dame
- Antonina Chouranova : la baronne Nadejda von Meck née Frolovski
- Loutchana Djinovna De-Marki : l'impératrice
- Alla Demidova : Ioulia von Meck
- Aleftina Evdokimova (ru) : une chanteuse
- Evgueni Evstigneïev : Herman Laroche
- Lidia Evstigneïeva (ru) née Jourkina : une invitée à une réception
- Bruno Freundlich : Ivan Tourgueniev
- Aleksandr Grigorievitch Fridental : Mazel
- Tamara Guertel : une spectatrice
- Laurence Harvey : le narrateur pour la version anglaise
- Lilia Ioudina (ru) : Antonina Milioukova, l'épouse de Tchaïkovski
- Stanislav Khitrov (ru) : un fêtard dans un taverne
- Ervine Knaousmiouller (ru) : le majordome
- Louiza Kochoukova (ru) : Aleksandra Andreïevna, la mère de Tchaïkovski
- Kirill Lavrov : Vladislav Pakhoulski (ru)
- Evgueni Leonov : Aliocha, le serviteur de Piotr Ilitch Tchaïkovski
- Galina Malinovskaïa : grand-mère sur un banc
- Vladimir Maslatsov : un clochard
- Elena Mouratova (ru): une dame
- Aleksandr Sergueïevitch Petrov : un serveur
- Maïa Plissetskaïa : Désirée Artôt
- Pavel Romanov (ru) : le docteur Botkine (Sergueï Botkine?)
- Anatoli Sakhnovski : Glebov
- Aleksandr Smirnov (ru) : Nikolaï Kachkine
- Janna Soukhopolskaïa (ru) : l'épouse de Vladimir Alexandrovitch de Russie
- Tatiana Stroukova (ru) : la comtesse Anna Fedotovna dans un épisode de La Dame de pique
- Vladislav Strzelczyk : Nikolaï Rubinstein
- Nikolaï Trofimov : chef dans la police
- Arkadi Troussov (ru) : Agafon
- Ioulia Tsoglina : l'élève de Nikolaï Rubinstein
- Vladimir Viazovik (ru) : Lenski
- Leonid Vidavski : le professeur Goumboldt (s'agit-il de Wilhelm von Humboldt?)
- Maria Vinogradova : celle qui signale Tchaïkovski à la police
- Guera Voronkov : Petia Tchaïkovski

Autres interprètes : Ariadna Ardachnikova, Aleksandr Barouchnoï (ru), Larissa Bikkel (ru), Aleksandr Aleksandrovitch Fadeïev (ru), Nikolaï Darie, Viktor Feinleib, N. Grichina, Natalia Ivanovna Klimova (ru), Lidia Koroliova (ru), Vladimir Mourachko, Iakov Naïchouler
Autres informations figurant sur le générique
- Solistes et interprètes :
  - Irina Arkhipova
  - Vladimir Atlantov (ru): chanteur d'opéra dans le rôle d'Herman
  - Valentina Levko (ru)
  - Iouri Mazourok (ru)
  - Galina Oleïnitchenko (ru) : double Maïa Plissetskaïa dans le rôle de Désirée Artôt pour la partie chantée
  - Lev Vlassenko : un pianiste
- Accompagnateur : M. Grigoriev
- L'Orchestre symphonique Tchaïkovski de la Radio de Moscou
- L'Orchestre symphonique du Théâtre Bolchoï
- L'Orchestre philharmonique de Saint-Pétersbourg (Léningrad à l'époque du tournage)
- L'Orchestre symphonique d'État de l'URSS pour l'art cinématographique
- Chefs d'Orchestre :
  - Mark Ermler
  - Guennadi Rojdestvenski
  - Iouri Temirkanov
- Danseurs de ballet du Théâtre Bolchoï et du Théâtre académique musical de Moscou
- Étudiants de l'Université de Cambridge

## Distinctions
- 1970 : au Festival international du film de Saint-Sébastien
  - Prix de la meilleure interprétation masculine pour Innokenti Smoktounovski
  - Mention spéciale au film
- 1972 : le 10 avril à la cérémonie des Oscars
  - nommé pour l'Oscar du meilleur film en langue étrangère
  - nommé pour l'Oscar du cinéma de la meilleure adaptation musicale

## Autour du film
- Le visionnage du film en russe et la vérification des renseignements importés dans le synopsis, la fiche technique et la distribution sont possibles sur internet grâce au lien[3]
- Le DVD édité par R.U.S.C.I.C.O en russe peut être visionné avec des sous-titres en français d'Alexandre Karvovski ou doublé en français.
- À la fin de la préface de son roman Tchaïkovski, Nina Berberova écrit : «En 1966, grâce aux efforts conjoints de Sovkino et d'Hollywood, un film a été réalisé basé sur mon livre»[4]
- En tant que musicien professionnel et critique, Leonid Desyatnikov nous fait part de ses observations sur le film (après le 6e extrait vidéo)[5]
- Le tournage  du film s'est poursuivi aussi en Angleterre et en France. La 12e "Lettre à l'artiste" d'Evgueni Leonov en témoigne[6]